# Panorama Point (Antarktika)
Der Panorama Point ist eine von einem Hügel überragte Landspitze in der antarktischen Ross Dependency. Sie liegt an der Nordwestseite des Cotton-Plateaus und markiert östlich die Einmündung des Marsh-Gletschers in den Nimrod-Gletscher.
Die Mannschaft einer von 1964 bis 1965 durchgeführten Kampagne im Rahmen der New Zealand Geological Survey Antarctic Expedition zur Erkundung der Holyoake Range, der Cobham Range und der Queen Elizabeth Range benannten sie nach der sich hier bietenden Aussicht.